# Migliaccio pistoiese
Le migliaccio pistoiese est un gâteau fin à base de sang de porc qui est encore produit à la main aujourd'hui. On le trouve à Pistoia et ses environs, dans les fêtes de village ou dans certains magasins qui maintiennent la tradition des recettes typiques. Traditionnellement, il était préparé en hiver lors de l'abattage des porcs.

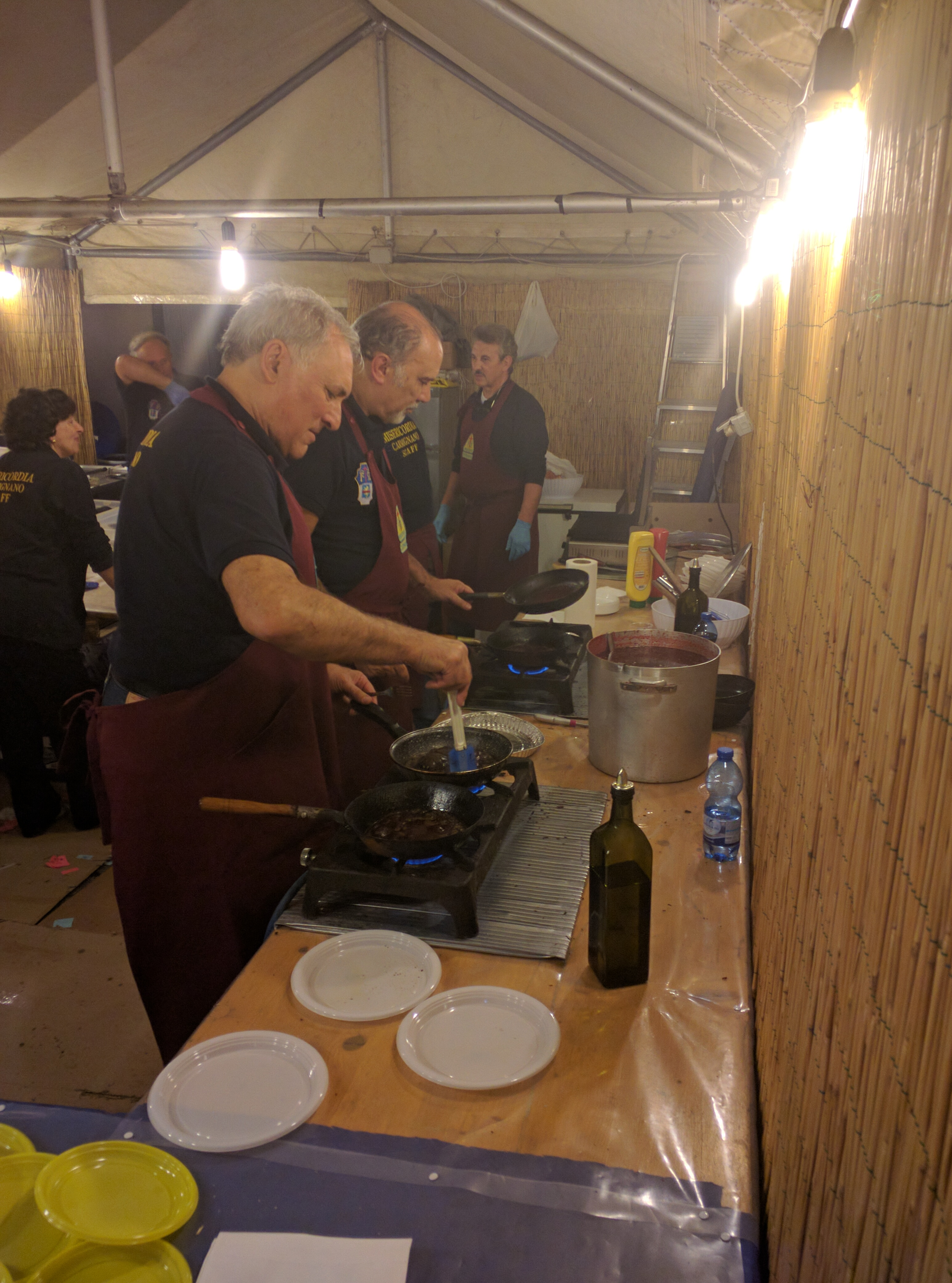
Préparation du mileccio à Carmignano.

À Sarripoli, frazione de la commune de Pistoia, se tient la Sagra del Migliaccio.

## Préparation
Le dicton « rien n'est jeté du cochon », pas même le sang ou le cornouiller (sang mélangé à de l'eau pour le nettoyage de l’abattage) est proverbial. La recette demande la préparation d'un composé plutôt liquide de sang de porc frais (sans aucun grumeau) combiné avec du bouillon de porc, généralement fait à partir des pattes de l'animal, et d'autres ingrédients.
Le mélange est composé d'un litre de sang de porc, d'un litre de bouillon de pieds de porc, de farine, de sel, de poivre, d'une cuillère à soupe d'huile d'olive extra vierge, du zeste d'un citron râpé, d'une cuillère à café de mélange d'épices prêt à l'emploi contenant du poivre, des clous de girofle, de la cannelle et du poivre de Cayenne.
Le mélange est placé dans une poêle antiadhésive à feu vif et des crêpes de 2 à 3 millimètres d'épaisseur sont confectionnées. Elles sont saupoudrées de sucre ou de Parmigiano Reggiano râpé selon les goûts, puis enroulées et consommées immédiatement. Certaines variantes sucrées incluent l'ajout de raisins secs, de pignons de pin et de cannelle.